# بانیو، کوئینزلند
بانیو (به انگلیسی: Banyo) یک حومه شهر در استرالیا است که در کوئینزلند واقع شده‌است.